# Principe de continuité latérale

Représentation schématique du principe qui s'applique même sur des séquences sédimentaires déformées par un pli.

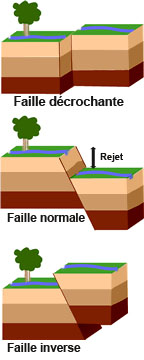
Ce principe est utilisé en datation relative pour montrer que la faille qui rompt la continuité latérale est postérieure à la formation des roches sédimentaires.

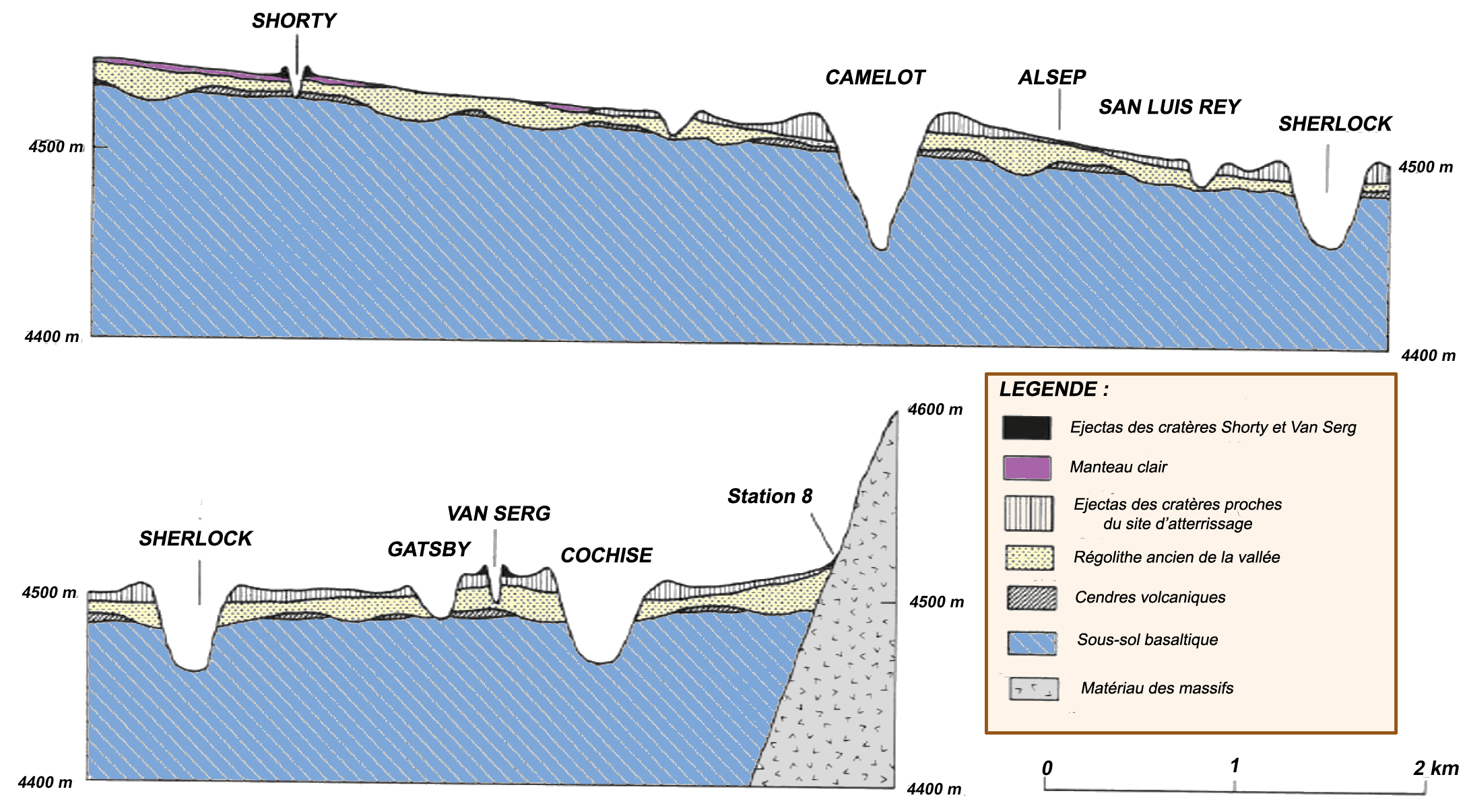
La coupe géologique de Taurus-Littrow montre la continuité latérale lithologique de part et d'autre de cette vallée lunaire.

Séries tectoniquement en continuité latérale dans des synclinaux et des anticlinaux.

Le principe de continuité latérale établit qu'en première analyse, dans les séquences stratigraphiques non déformées, l'âge d'une strate est le même sur toute son étendue, même si les roches sont de nature différente. Il s'agit d'un des principes fondamentaux de la stratigraphie.
Cet axiome a été énoncé clairement en 1669 dans son ouvrage Prodromus par le scientifique danois Nicolas Sténon.

## Caractéristiques
Cette continuité des successions sédimentaires est très variable (quelques dizaines de mètres au millier de kilomètres). Selon le principe de la continuité, une couche a le même âge sur toute son étendue, malgré les déformations qu’elle subit (pli, faille) ou le changement de faciès. En effet, dans un bassin sédimentaire, les faciès varient en fonction de conditions de sédimentation, telles que la profondeur, l'énergie, la proximité du rivage. L'absence de continuité latérale lithologique n'implique pas pour autant une absence de continuité au niveau de l'enregistrement du temps. Lorsque la variation latérale est importante et que deux formations sédimentaires de même âge, en continuité, présentent des faciès différents, les géologues parlent de changement de faciès ou de passage latéral de faciès.

## Galerie
Le principe autorise à envisager une continuité entre la Chartreuse et le Vercors, de part et d'autre de la cluse de l'Isère, et également plus au nord avec les Bauges, ces massifs montagneux des préalpes françaises étant distants de dizaines de kilomètres mais tous armés par une barre de calcaire urgonien, de 350 m de puissance, qui forme pratiquement tous les points culminants.

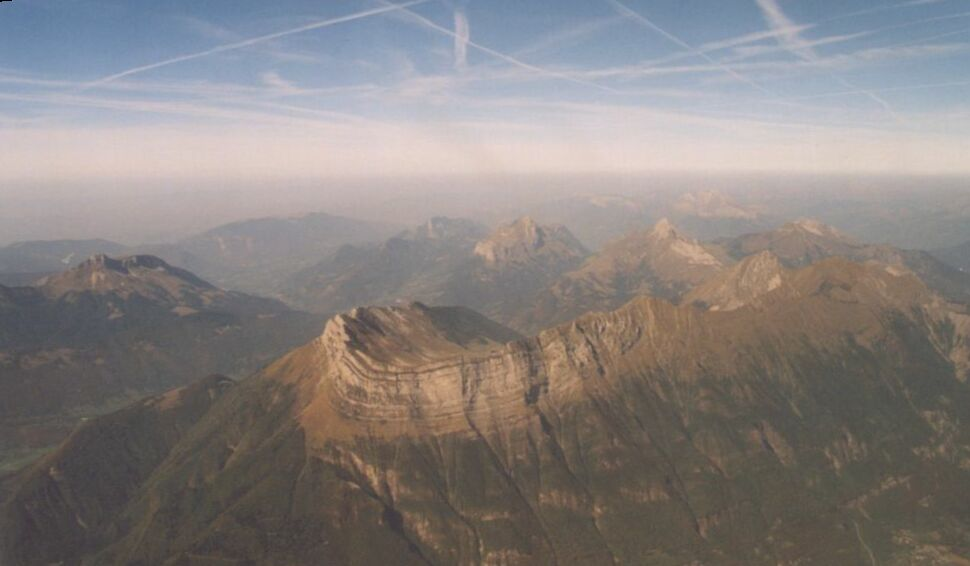
Massif des Bauges.
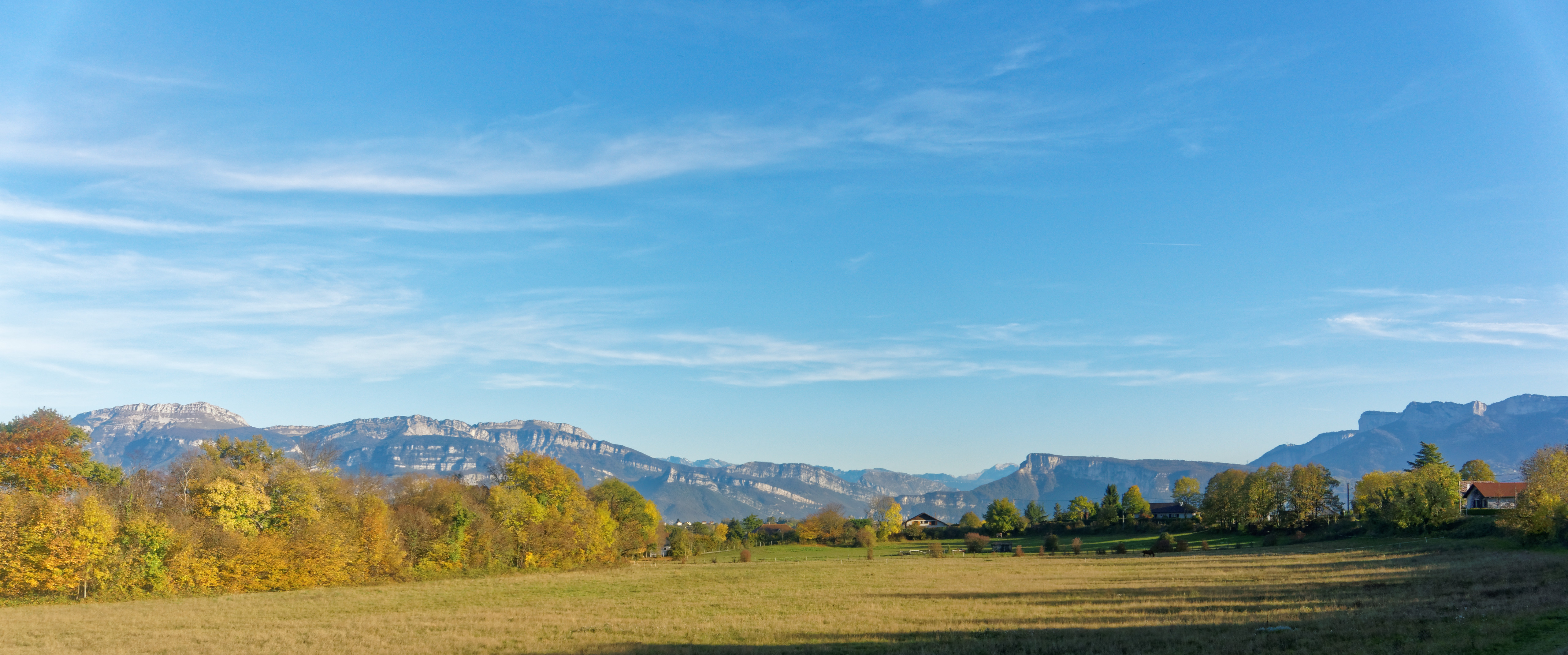
cluse de l'Isère.
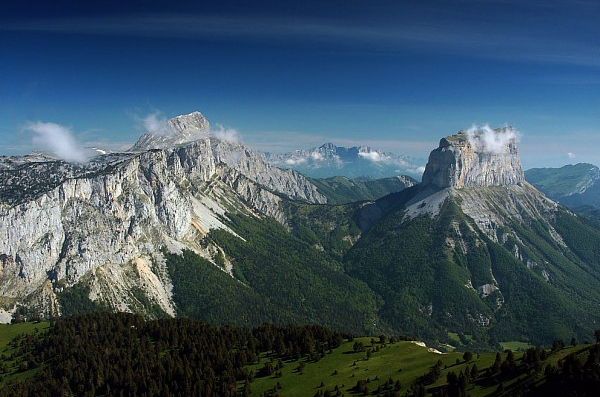
À droite le mont Aiguille, piton rocheux détaché des falaises du Vercors.